# 広末晃敏
広末 晃敏（ひろすえ あきとし、1969年8月19日 - ）は、日本の宗教家。宗教団体オウム真理教から派生した団体ひかりの輪の副代表・広報部長・法務部長を務める。

## 人物
幼少期より数多くの怪奇現象を体験。オウム真理教への入信の直接のきっかけは、昭和天皇崩御で、この瞬間”日本が終わった”と思った。畏敬していた昭和天皇の代わりを麻原彰晃に求め、弔意の半旗が町中に翻る中、オウム真理教大阪支部道場に赴き、入信手続きを行った。

## 経歴
- 1969年、大阪府に生まれる。母親が霊感体質を持っており、いないはずの人影や武士の顔を天井に見たりしていた。自身も幼少期より体外離脱体験を頻繁に持ったことから、こうした霊的体験を説明できる存在を求めるような傾向を持つに至る。この体験は金属音らしい音に自分の体が包まれたかと思うと、頭頂部から会陰のラインを中心軸として自分自身が感じている肉体とは別の体が猛烈な勢いを伴い回転する現象であった。回転速度が加速され最高度に達した瞬間で身体から意識が抜け出し、異次元と感じられる不思議な空間へ放り出されたり失神することもあった。この経験から人間には肉体以外の別の身体があることを確信するに至った。幼稚園児の頃には暮らしていたマンションでは4か所をしっかり固定され落ちるはずのない円形の蛍光灯が落下し畳の上に落ちていたような出来事や、部屋の畳が一面ぐっしょり濡れるというような怪奇現象が連続して起こり、家族の間では幽霊屋敷ではないかと噂しあったこともあった。父方の祖母が亡くなった後には、墓石に祖母の顔が浮かび上がり、親戚一同が大騒ぎしたり、その他怪奇現象が身の回りで多発していたため、世の中では普通にあることだと思っていた。５歳の頃には、心の存在場所を探索するようになる。また、現実と変わらないほど鮮明な夢を見たり、予知夢を見るような体験もあった。この夢の体験から、目に見える世界は仮想ではないかと思うことすらあった。こうした体験がのちに麻原の世紀末予言を信じる大きな要因となっている。[2]。
- 1980年頃、ユリ・ゲラーが来日時にゲラーの掛け声とともにわずかな力でスプーンが曲がる。また、ゲラーが視聴者には見えないよう描いた絵をテレパシーで視聴者に送るパフォーマンス時には、妹が全く同じ絵を描いた。この体験も広末の中で霊的世界への興味や関心を深めてゆく原動力になっている[2]。
- 1980年代以降の中学から高校時代には、「人はいかに生きるべきか（生きる目的）」という問題で苦悩する。科学技術の発達が究極的には人間を一切の労働から解放し、人は寝ているだけの存在となったらどうなるのかという想像をし、享楽の果てに滅亡したローマ帝国を知って以降は、人間が肉体的欲望だけを満足させるだけの自堕落な生物になり下がるのではないかと恐怖する。同時期に本でナチスドイツが優生保護政策の過程で、自国の身体障害者や精神障害者の抹殺や断種手術という人権侵害を行っていた事実を知り、その蛮行にショックを受けたものの、一方でナチスに向かって明白に反論するだけの言葉すら持たない自分に失望し、2度ショックを受ける。さらに第一次大戦の実話に基づいた小説『ジョニーは戦場へ行った』は広末にさらに追い打ちをかけるようにショックを与える。ジョニーは戦場で重傷を負ったため、両手両足を失い、目、鼻、耳、口のすべてを失う。しかしその状態で研究目的で包帯でぐるぐる巻きにされ医師らによってベッド上で生かされる。自殺もできずベッドの上で苦しみ、ただ過去の思い出に浸り続けるだけの毎日を送っている。そこにジョニーを看護していた一人の看護師が疑問を感じ、頭を振ってモールス信号で殺してくれと訴えるジョニーに同情し延命装置を止めようと試みるが、医師らによって阻止される。その後のジョニーは殺してほしいと心で叫びながら生き続けなければならなくなる。この話を知り、看護師に共感を覚えた自分が「どんなに辛くても生きろ、生きる意味があるんだ」と語る言葉を持っていなかったこと、結果としてナチスと一緒だ、と考え強いショックを受ける。この考えを推し進めるうちに、自分の五感や意識を満足させるだけの目的で人生を送ることが、空しく感じられるようになるに至る。さらには、死んでしまうもろい自己を超越した崇高で広大なもののために人生を捧げるべきとの気持ちが生じてくる。それが、「国家」であった。幼少期から日本的なものを好み、日本文化や日本の歴史、天皇に対し人一倍強い関心と興味を抱いており、日の丸や君が代に純粋に感動し、部屋に日の丸も掲揚していたほどであった。このころより国防に従事したいと考えるに至る。原爆や北方領土の問題、シベリア抑留など戦争の悲劇を無くすためには、日本の軍事力の増強しかないと思いつめ、人生を捧げようと独自の勉強を開始。『軍事研究』という雑誌を購読したほか、軍事、国防、国家安全保障に関する書物を買ったり図書館から借り読み漁る。高校2年生のときに、国会で防衛費の削減が論じられた際には、防衛費削減反対と国防の必要性について訴える文章を読売新聞に投書し、投書欄に掲載される。兵士になるべく、筋トレ、ジョギングに励みクラス中で懸垂では最強の体力を付ける。このため、中学・高校時代は、友達から「右翼」、「青年将校」などと呼ばれ、一部の教師からは変人扱いされた[2]。
- 1989年1月7日、何10ｍもある真っ黒な鳥居を見上げながらくぐる夢で目覚め、昭和天皇崩御を知る。昭和天皇に対し畏敬の念を持っていたため、「日本が終わった」と感じ同時に心に大きな空洞ができた広末は直ちオウム真理教入信を決意、大阪支部に駆け付け、入信手続をする。このため昭和時代最後のオウム信者となる。のちに自ら「天皇崩御によって生じた心の空隙を埋めるために入信した私は、潜在意識下で、天皇の代わりを麻原に求めたのかもしれない」と述懐している。当時の大阪支部長は上祐史浩。佛教大学文学部仏教学科入学にともない京都に移住[2]。
- 1990年3月、京都支部で出家。当時の京都支部長は野田成人。オウム真理教では建築部・外報部・編集部・広報部・法務部の役職を歴任。
- 2007年、オウム真理教から改称した宗教団体・アーレフを脱会、上祐史浩に賛同しひかりの輪に参加する。以降、ひかりの輪代表・上祐史浩の下で副代表および広報部長や法務部長を務める[3]。

## オウム真理教事件について
中学から高校時代は、平和と安全を守り人の役に立てる、自衛官か警察官、その他保安関係の公務員になることを志望。しかし、すべての世界中の人々の心を安らかにすることが最善の道だと考え、思想、宗教の探究をはじめ、仏教にめぐりあい、オウム真理教に入信。宗教の道に入った契機のひとつとして、少年期に知り衝撃を受けたアメリカの原爆投下、ナチスのユダヤ人虐殺・第二次世界大戦中の日本軍の残虐行為、中国の文化大革命、ポル・ポトの自国民虐殺などの歴史上の残虐行為を挙げる。これらの事件について学んだ結果、その原因となった指導者らは「当初は『善いこと』をしようと思っていた」のではないかとし、オウム真理教事件を起こした者も同様の心理があったのではないかと述べる。しかし結局は自分が過去の残虐行為の繰り返しに立ち会っていたことに鑑み、前半生は「過ち」であったとしている。